# ماري لو فرانك
ماري لو فرانك (بالفرنسية: Marie Le Franc) ولدت في 4 أكتوبر 1879 بسارزو، موربيهان في فرنسا وتوفت في 29 ديسمبر 1964 بسانت-جيرمين-اون-لاي ب الإيفلين. وهي كاتبة وشاعرة. حصلت على جائزة فيمينا الأدبية عام 1927.